# L'Horizon chimérique
L'Horizon chimérique, op. 118, est un cycle de mélodies de Gabriel Fauré, constitué de quatre mélodies pour voix et piano. Composé en 1921, le cycle reprend quatre des poèmes du recueil du même nom écrit par Jean de La Ville de Mirmont.

## Composition
C'est le dernier cycle de mélodies de Fauré, composé à l'automne 1921. Parmi les autres œuvres tardives qu'il a terminées vers la fin de 1921, il y a sa Sonate pour violoncelle no 2, op. 117, en novembre, et le Nocturne no 13, op. 119, en décembre.
Le cycle est publié par Durand en avril 1922.

## Titres, tonalité et incipit
Les titres se succèdent comme suit :
1. La mer est infinie (ré majeur) : « La mer est infinie et mes rêves sont fous. »
2. Je me suis embarqué (ré bémol majeur) : « Je me suis embarqué sur un vaisseau qui danse / Et roule bord sur bord et tangue et se balance. »
3. Diane, Séléné (mi bémol majeur) : « Diane, Séléné, lune de beau métal, / Qui reflètes vers nous, par ta face déserte, / Dans l'immortel ennui du calme sidéral, Le regret d'un soleil dont nous pleurons la perte. »
4. Vaisseaux, nous vous aurons aimés (ré majeur) : « Vaisseaux, nous vous aurons aimés ; / Le dernier de vous tous est parti sur la mer. »

## Création

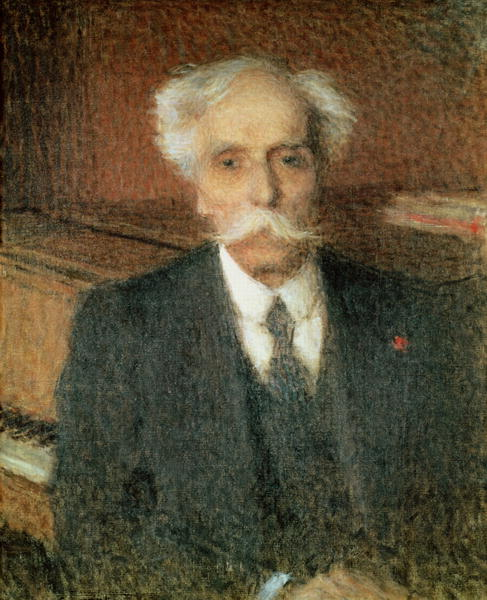
Peinture d'Ernest Laurent représentant Gabriel Fauré.

L'horizon chimérique est créé à la Société nationale de musique le 13 mai 1922 par le baryton Charles Panzéra, à qui le cycle est dédié. Il est accompagné au piano par sa femme, Magdeleine Panzéra-Baillot. Ce concert a aussi vu la création de la Sonate pour violoncelle no 2 de Fauré. Peu après, le 20 juin, les Panzéra participent à une interprétation de L'Horizon chimérique pour un hommage à l'œuvre de Fauré qui a lieu dans le Grand Amphithéâtre de la Sorbonne, en présence du président de la république française Alexandre Millerand.
Charles Panzéra enregistre Je me suis embarqué et Diane, Séléné en 1925, et en 1936 enregistre le cycle en entier,. Il décrit sa technique d'interprétation pour L'Horizon chimérique dans son ouvrage pédagogique de 1964, 50 mélodies françaises.